# Vojen Koreis
Vojen Koreis, také Voyen Koreis (* 14. února 1943, Londýn, Anglie), je česko-australský spisovatel, publicista, překladatel, výtvarník, ilustrátor a designér.

## Životopis
Narodil se v Pitt Street nedaleko Kensingtonského paláce v Londýně. Jeho otec Dalibor Korejs byl před válkou diplomatem ministerstva zahraničí ČSR, během války se jako major československé armády ve Velké Británii účastnil několika bojových operací v Africe a v Jugoslávii. V letech 1947-48 byl obchodním atašé v Bělehradu, v roce 1948 byl jmenován generálním konzulem v Berlíně, kde zemřel v roce 1950.
Po otcově smrti žil s matkou Antonií Korejsovou nejprve v Praze, pak krátce na Zbraslavi. V roce 1953 se přestěhovali do Rokytnice nad Jizerou. Vystudoval gymnázium v Jilemnici, v roce 1962 nastoupil základní vojenskou službu a stal se zpěvákem ve vojenském souboru, kde se stýkal s řadou budoucích hvězd české kulturní scény. Po skončení vojenské služby žil v Karlových Varech, kde pracoval v divadle jako kulisák, působil také jako herec a zpěvák kabaretní skupiny, dříve než se přestěhoval do Prahy. V roce 1967 se začal učit u profesorky Jeleny Holečkové-Dolanské opernímu zpěvu. Měl v úmyslu studovat na AMU, ale v roce 1969 emigroval do Velké Británie.
Kvůli snadnější anglické výslovnosti začal psát své jméno jako Voyen Koreis. S českou manželkou, s níž se seznámil v Anglii, emigroval v roce 1973 do Austrálie, kde od té doby žije v Brisbane. V Austrálii si nejprve vydělával na živobytí jako skladník, obchodní cestující, později jako antikvář, pracoval také pro australský stát jako tlumočník a překladatel. Pomáhal zakládat etnickou rozhlasovou stanici, kde po několik let vedl české vysílání. Byl moderátorem jak českých tak i anglických pořadů, aktivní jako žurnalista, ale činný i ve správní radě stanice, jako její programový ředitel a viceprezident.
Po příchodu do Austrálie se Koreis počal zabývat také výtvarnictvím. Měl několik sólových výstav svých obrazů a keramik. Při návštěvách Česka po roce 1990 získal zakázky k překladům televizních programů, jak do češtiny tak i angličtiny, následkem čehož se začal stále více věnovat psaní a překládání. Koreisovy kratší práce, eseje a fejetony, vycházely v internetovém deníku Neviditelný Pes už od roku 1996 a vycházejí i nyní. Je také autorem občasných rozhlasových pořadů klasické hudby vysílaných stanicí ČR Vltava. Přeložil a vydal díla některých českých autorů, například bratří Čapků, napsal několik knih v angličtině. V poslední době píše většinou v češtině. Soustřeďuje se především na duchovní literaturu, napsal a režíroval také rozhlasovou hru, vydal svou autobiografii. Většina jeho prací je k dostání jak v tradiční knižní formě, tak i jako e-knihy. Literatura je na internetu na několika zdrojích.

## Dílo
- The Fools' Pilgrimage (anglicky) ISBN 9780980382501
- The Kabbalah - a timeless philosophy of life (anglicky) ISBN 9780980382556
- Asylum Seekers in Heaven — Satirical Novel (anglicky) ISBN 9780980382594
- Golf Jokes and Anecdotes From Around the World (anglicky) ISBN 9780980382525
- Bláznova cesta
- Kabala: nadčasová filosofie života ISBN 9780980382587 - dostupné online
- Poutníci v čase ISBN 978-0-9803825-7-0 dostupné online
- Blavatská a theosofie ISBN 9780987198204 dostupné online
- Můj bíbr: Memoáry ISBN 978-0-9871982-0-4 - dostupné online
- Hledači azylu v nebi: Mefisto a Feles ISBN 978-0-9871982-2-8 - dostupné online Archivováno 25. 10. 2018 na Wayback Machine.
- Meetings With Remarkable People ISBN 978-0-9871982-5-9
- Valentýn na Tasmánii ISBN 978-0-9871982-6-6 - dostupné online
- Reinkarnace a věčný poutník - ISBN 978-0-9871982-7-3 - dostupné online Archivováno 25. 10. 2018 na Wayback Machine.
- Společnost Ardenského lesa - ISBN 978-0-9871982-9-7 - dostupné online Archivováno 2. 10. 2019 na Wayback Machine.
- Tuláci: docela seriózní komedie (ISBN 978-0-6488074-2-1) - dostupné online

## Hry a scénáře
- Struggle of the Magicians — rozhlasová hra
- Mephisto and Pheles – divadelní komedie ISBN 9780980382563
- Mephisto and Pheles — rozhlasová hra
- Kafka Dances by Timothy Daly ─ Kafka tančí - divadelní hra (překladatel)
- Intrusion - stage play (in English) - ISBN 978-0-9871982-4-2
- Ernest - the musical ISBN 978-0-6488074-0-7
- Ernest - muzikál česky ISBN 978-0-6488074-1-4

## Vybrané překlady a úpravy
- An Introduction to the Study of the Tarot by P. F. Case (edit. V. Koreis) ISBN 9780980382549
- The Tales of Doggie and Moggie by Josef Čapek – Povídání o pejskovi a kočičce (trans. & edit. V. Koreis) ISBN 9780980382532
- R.U.R. (Rossum’s Universal Robots) by Karel Čapek (trans. & edit. V. Koreis) ISBN 9780980382518
- The Robber by Karel Čapek - Loupežník (trans. & edit. V. Koreis) ISBN 9780980382518
- E. A. Poe: Krkavec (známý také jako Havran) - překladatel a editor ISBN 978-0-9871982-3-5 - dostupné online
- S upřímností nejdál dojdeš (Oscar Wilde: The Importance of Being Earnest) - překl. a editor - ISBN 978-0-9871982-8-0